# Management by Walking Around
Management by Walking Around oder Management by Wandering Around (MBWA) (deutsch: Führung durch Herumgehen, Herumlaufen) bezeichnet einen Führungsstil, bei dem der direkte persönliche Kontakt zwischen der Unternehmensführung und den Mitarbeitern über sämtliche Hierarchieebenen hinaus einen hohen Stellenwert genießt.

## Definition und Herkunft
Tom Peters und Robert H. Waterman Jr., die als Erfinder von MBWA gelten, definierten 1982 diese Führungsart in ihrem Werk In Search of Excellence: Lessons from America’s Best-Run Companies wie folgt:

“MBWA is simply a means of promoting effective two-way communication between employees and managers. Two-way channels of communication provide for fruitful, immediate exchange between two or more parties, thus filling the gaps left open by other communications techniques.”

„MBWA ist, vereinfacht ausgedrückt, ein Mittel zur Förderung der effektiven Zwei-Wege-Kommunikation zwischen Mitarbeitern und Managern, die für ergiebigen, unmittelbaren Austausch zwischen zwei oder mehr Parteien sorgt, wodurch die Lücken der anderen Kommunikationstechniken beseitigt werden.“

Indem der Manager durch sein Unternehmen geht und seine Mitarbeiter an deren Arbeitsplätzen aufsucht, wird eine effektive Kommunikation zwischen beiden Seiten ermöglicht.
Den Ursprung dieser Führungsart findet man allerdings bereits in den 1970er Jahren. Vorgesetzte des US-amerikanischen Druckerherstellers Hewlett-Packard praktizierten demnach diese Methode.

## MBWA im Unternehmen
Die Anwendung dieser Führungsart hat zur Folge, dass die Unternehmensspitze außerhalb von formellen Meetings ein authentischeres Bild der Mitarbeiter bekommt. Ist der Vorgesetzte auch außerhalb seines Arbeitsplatzes ansprechbar, signalisiert er dem Mitarbeiter, dass er sich für seine Belange interessiert.
Hat sich MBWA in die Unternehmenskultur fest integriert, sinkt die Wahrscheinlichkeit der Entstehung von Unstimmigkeiten und potenziellen Konflikten. Dies geschieht, indem zur Beseitigung von Fehlern bzw. Problemen die direkte Interaktion anstatt von längeren Kontaktwegen zu den Führungskräften hervorgezogen wird.

## Ähnlichkeit zu Gemba
Auch wenn in der Praxis die Vergleichbarkeit zu Gemba vereinzelt erwähnt wird, handelt es sich bei MBWA hinsichtlich der Ziele, Gesprächsorte, Methoden und Antwortquellen um einen verhältnismäßig informelleren Führungsstil.
Folgende Tabelle stellt die Unterschiede dar:
|                      | Gemba                                        | MBWA                               |
| -------------------- | -------------------------------------------- | ---------------------------------- |
| Ziele                | hoher Fokussierungs- und Spezifizierungsgrad | keine vordefinierten Themen        |
| Gesprächsorte        | bestimmt                                     | unbestimmt                         |
| Methoden             | tiefergehend, prozessorientiert              | generalisierend, ganzheitlich      |
| Quelle der Antworten | i.d. Regel von Seiten der Mitarbeiter        | i.d. Regel von Seiten des Managers |

## Vor- und Nachteile von MBWA
Es können folgende Stärken und Schwächen zu MBWA genannt werden:

### Vorteile
- Der direkte Kontakt zwischen dem Management und den Mitarbeitern sorgt nicht nur für kürzere Kontaktwege, sondern auch für eine lockere Gesprächsatmosphäre, die in formellen Meetings nur selten vorhanden sein kann. Dialoge, die vor Ort im Arbeitsraum des Mitarbeiters stattfinden, haben einen offenen und eher vertraulichen Charakter.
- Daraus resultiert ein weiterer Effekt: durch einen aktiven Gedankenaustausch profitieren sowohl Manager, als auch Mitarbeiter, wodurch für das Geschäft nutzenstiftende Wirkungen erzielt werden können.
- In einem Unternehmen, dessen Kultur von MBWA geprägt ist, herrscht ein angenehmeres Arbeitsklima, welches die Mitarbeitermotivation positiv beeinflusst und somit die gesamte Produktivität fördert.

### Nachteile
- Die Umsetzung von MBWA erscheint bei größeren Unternehmen als sehr komplex. Befasst sich ein Manager nur noch mit MBWA, bleiben die alltäglichen Geschäfte liegen.
Abhilfe kann die sogenannte „Powell-Methode“ des ehemaligen US-Außenministers Colin Powell bieten: Indem er jeden Tag um dieselbe Uhrzeit dieselbe Strecke passierte, traf er gezielt diejenigen Personen an, die mit ihm das Gespräch suchten.[6]
- Ein weiteres Risiko birgt MBWA für die Belegschaft, wenn das Personal die ständigen Gespräche als Kontroll- und Überwachungsinstrument empfindet. Daher ist diese Führungsart eher mit Sensibilität auszuüben.

## Beispiele aus der Praxis
- Sam Walton, Gründer der größten US-Supermarktkette Walmart, ist bekannt als Verfechter von MBWA. Er war überzeugt davon, so viele Filialen so oft wie möglich zu besuchen und mit der Belegschaft vor Ort zu kommunizieren.[7]
- In seinem YouTube-Channel erwähnt Peters, dass Howard Schultz, CEO der Kaffeehauskette Starbucks, mindestens 25 Filialen pro Woche persönlich besucht.[8]
- Steve Jobs, Jack Welch und Herb Kelleher sind weitere berühmte Persönlichkeiten, die für den Einsatz von MBWA in ihrer Unternehmensführung bekannt sind.[9]
- Es existiert auch ein Negativbeispiel. Eine Studie[10] aus dem Jahre 2013 der beiden Wissenschaftlerinnen Anita L. Tucker und Sara J. Singer von der Harvard-Universität verdeutlicht die Komplexität und den Misserfolg des MBWA-Einsatzes im Krankenhaussektor. In den Untersuchungen stellte sich heraus, dass bekannte und kleinere Probleme rasch gelöst werden konnten, während anspruchsvollere Angelegenheiten zu einem Sinken der Performance führten. Laut den Autorinnen war die fehlende Bereitschaft des leitenden Personals, proaktiv zu handeln, der Hauptgrund für diesen Umstand. Es wurden lediglich die Probleme identifiziert, jedoch keine konkreten Maßnahmen unternommen.